# Георги Няголов
Георги Станимиров Няголов е български университетски преподавател и политик.
Защитава докторат в СУ „Св. Климент Охридски” относно „игрословието на Шекспир“. Преподава 15 години в СУ „Св. Климент Охридски” - английска средновековна и ренесансова литература. Научните му интерси са в областта на старата литература, театрознанието, педагогиката и образованието. В момента преподава английска литература и специализиран английски език в Нов български университет.
През 2017 г. е сред учредителите на "Да, България!". Член е на Националния съвет на партията. През 2021 г. се кандидатира за народен представител от „Демократична България“. Вярва, че истинското образование – съсредоточено не само върху компетентностите, необходими за професионална реализация, но също върху нагласи и ценности, водещи към осъзнат, активен и отговорен граждански патриотизъм – е ключът към изграждането на едно либерално, справедливо, толерантно и благоденстващо общество.
Представя политическите позиции на „Демократична България“ през 2021 г., включително фокус върху качеството на образованието и цялостна модернизация на образованието с оглед „нуждите на съвременната икономика и общество“. Представя партията по време на преговорите за политиките на коалиционните партньори преди съставянето на правителството на Кирил Петков.